# Kubota (Saga)
Kubota (Japans: 久保田町, Kubota-chō) was een gemeente in het District Saga van de Japanse prefectuur Saga. Op 1 september 2007 had de gemeente 8254 inwoners. De bevolkingsdichtheid bedroeg 573,5 km². De oppervlakte van de gemeente was 14,39 km².

## Geschiedenis
- Het statuut van Kubota werd op 1 april 1967 gewijzigd van dorp (村,mura) naar gemeente (町,chō).
- Op 1 oktober 2007 verdween de gemeente als zelfstandige entiteit. Kubota werd samen met de gemeenten Higashiyoka en Kawasoe van het district Saga aangehecht bij de stad Saga. Het district Saga hield op te bestaan.

## Verkeer

### Luchthaven
De dichtstbijzijnde luchthaven is de  Luchthaven Saga.

### Trein
- Kyushu Railway Company: Nagasaki-lijn - Karatsu-lijn
  - Station Kubota

### Weg

#### Autosnelweg
Kubota ligt niet aan een autosnelweg. De dichtstbijzijnde afrit is afrit 3 (Saga Yamoto) van de Nagasaki-autosnelweg.

#### Autoweg
Kubota ligt aan volgende autowegen:
- Autoweg 207
- Autoweg 444

#### Prefecturale weg
Kubota ligt aan de prefecturale wegen 48 en 225.
Steden:
Imari · Kanzaki · Karatsu · Kashima · Ogi · Saga (hoofdstad) · Takeo · Taku · Tosu · Ureshino

Districten:
Fujitsu · Higashimatsuura · Kanzaki · Kishima · Miyaki · Nishimatsuura
Gemeenten per district